# イッツボナンザシティヨシヅヤ津島本店

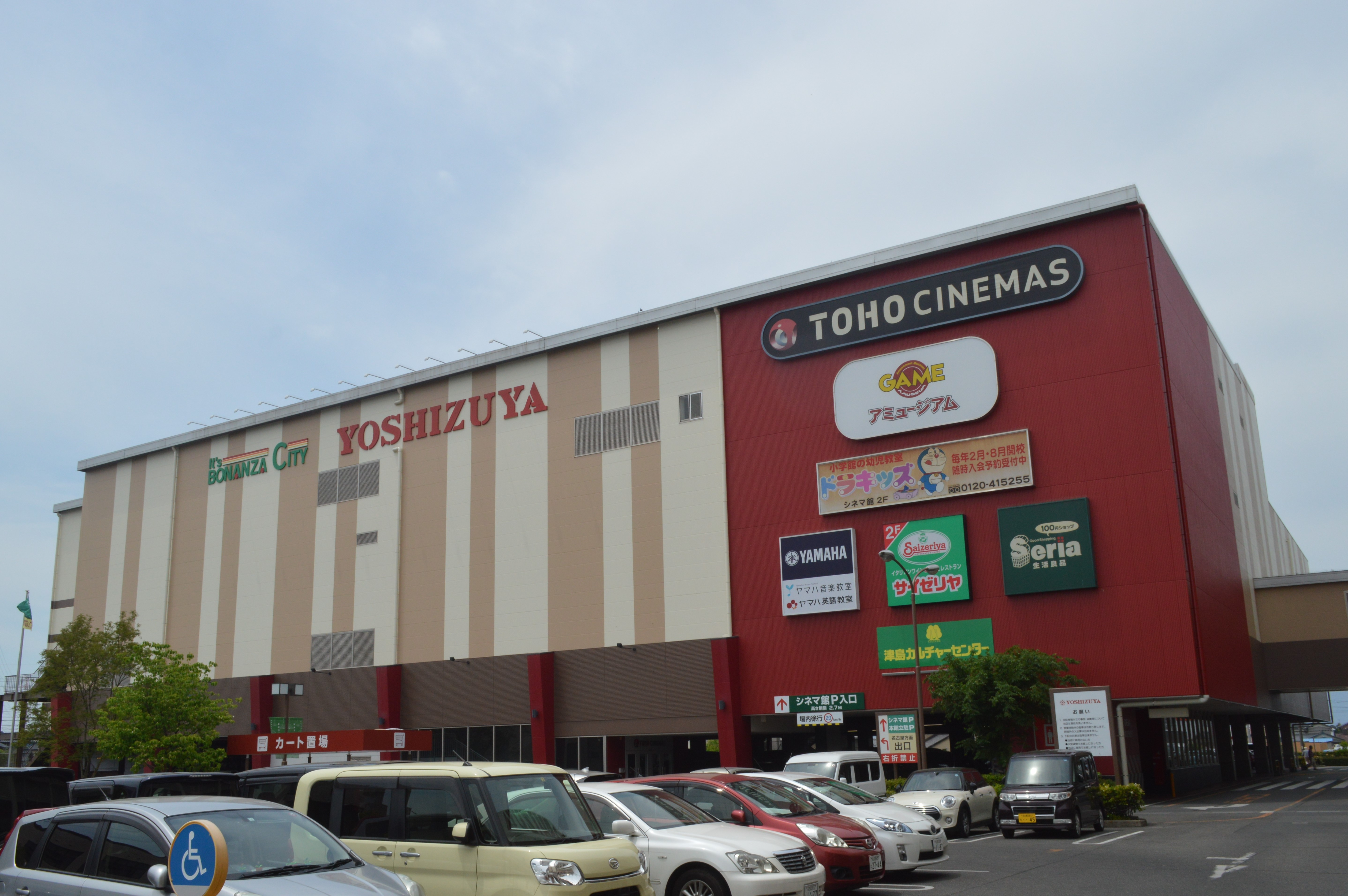
別館

イッツボナンザシティヨシヅヤ津島本店（イッツボナンザシティヨシヅヤつしまほんてん、英: It's BONANZA CITY YOSHIZUYA）は、愛知県津島市津島北新開町にある大型商業施設（ショッピングセンター）である。

## 概要
愛知県道68号名古屋津島線沿いに立地する郊外型の商業施設である。建物は本館と別館から構成されており、本館は5階建てで、1階から3階までが店舗、4階・5階・屋上が駐車場である。別館は4階建てである。外壁のデザインはアースカラー（茶色）を取り入れている。
館内は専門店がヨシヅヤの直営売場を取り囲むような構成となっている。1階にある食品売場は、「Yストアグランシア」を名乗る。

## 沿革
- 2000年（平成12年）11月21日 - （2代目）本店から移転開業。
- 2015年（平成27年）9月19日 - 食品売場をリニューアルし、Yストアグランシア業態を導入[10]。
- 2017年（平成29年）7月26日 - 館内や外壁のデザインを変更し、リニューアルオープン[9]。
- 2022年（令和4年）5月27日 - リニューアルオープン[7]。

## 主なテナント
- ヨシヅヤ津島本店（1階 - 3階）
  - Yストアグランシア（1階）
- 無印良品（2階）
- 西松屋（3階）
- アミュージアム（別館2階）
- TOHOシネマズ津島[8]（別館3階・4階）

### かつて入居していたテナント
- ザ・どん[要出典]
- スガキヤドゥー[11]

## アクセス

### 自家用車
- 県道68号
  - 無料駐車場1539台完備

### 路線バス
- 名鉄バス「古川」下車